# Norman County
Norman County er et county i den amerikanske delstat Minnesota. Norman County ligger vest i delstaten og grænser op til Polk County i nord, Mahnomen County i øst, Becker County i sydøst og mod Clay County i syd og grænser desuden op til delstaten North Dakota i vest ved floden Red River, som udgør en naturlig grænse.
Norman Countys totale areal er 2.270 km², hvoraf 1 km² er vand. I 2000 havde Norman County 7.442 indbyggere. Administrativt centrum ligger i byen Ada som også er største by i Norman County.
Norman County har fået sit navn efter nybyggere, som kom fra Norge. 
47°20′N 96°28′V / 47.33°N 96.46°V